# Intimate and Live
Az Intimate and Live Kylie Minogue ausztrál énekesnő első koncertalbuma. 1998. november 30-án jelent meg.

## Számlista
| 1.  | Too Far                  | 6:57 |
| 2.  | What Do I Have to Do     | 4:20 |
| 3.  | Some Kind of Bliss       | 4:07 |
| 4.  | Put Yourself in My Place | 4:51 |
| 5.  | Breathe                  | 4:05 |
| 6.  | Take Me With You         | 6:29 |
| 7.  | I Should Be So Lucky     | 4:00 |
| 8.  | Dancing Queen            | 6:00 |
| 9.  | Dangerous Game           | 5:34 |
| 10. | Cowboy Style             | 6:28 |

| 1.  | Step Back in Time            | 3:36 |
| 2.  | Say Hey                      | 4:10 |
| 3.  | Free                         | 4:01 |
| 4.  | Drunk                        | 4:21 |
| 5.  | Did It Again                 | 5:18 |
| 6.  | Limbo                        | 4:10 |
| 7.  | Shocked                      | 5:38 |
| 8.  | Confide in Me                | 6:26 |
| 9.  | The Loco-Motion              | 3:20 |
| 10. | Should I Stay or Should I Go | 4:29 |
| 11. | Better the Devil You Know    | 7:46 |